# الإعدامات في مقبرة غرناطة

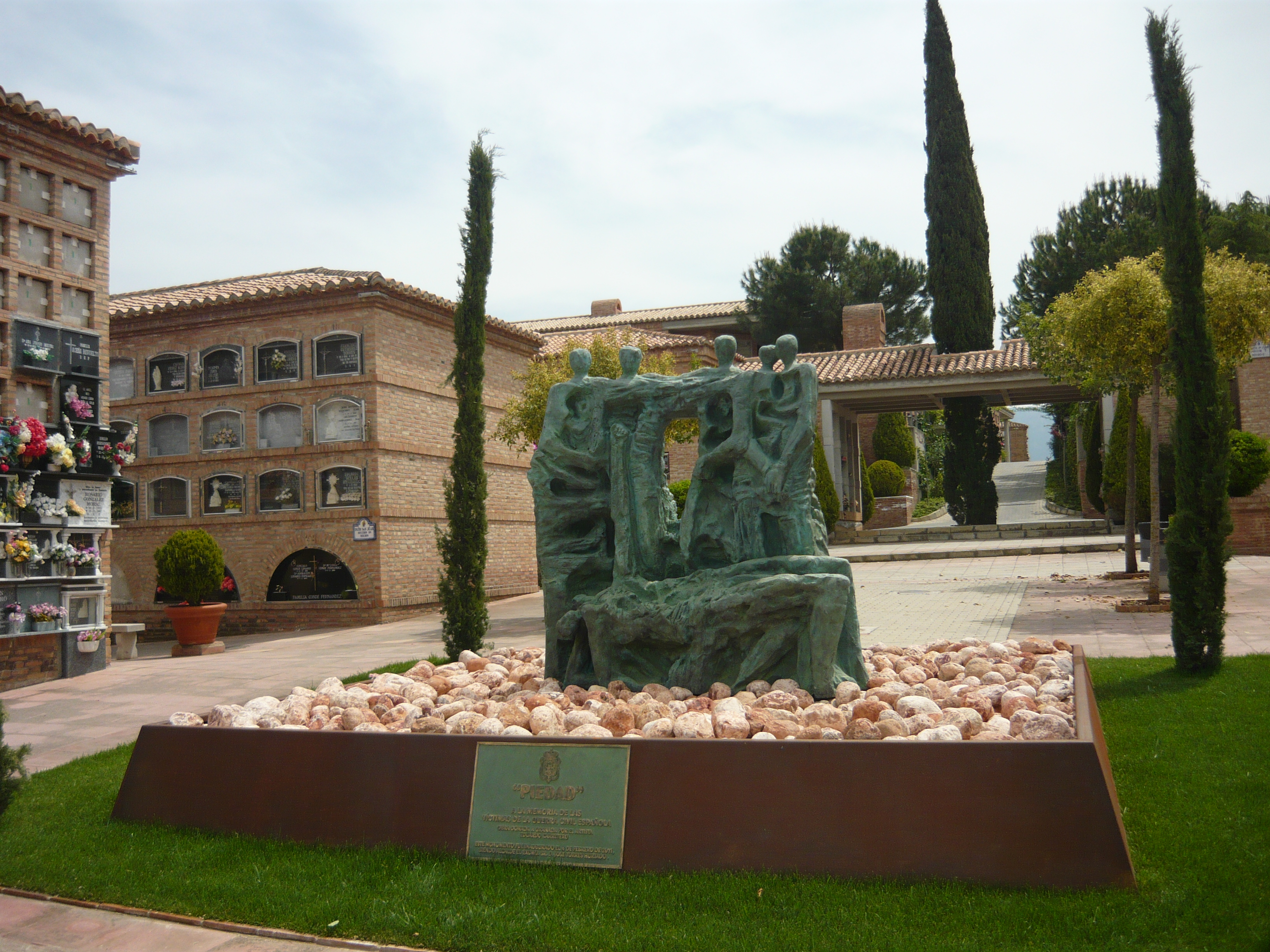
بيداد، نصب تذكاري تم افتتاحه في 2011 بساحة سان خوسيه في مقبرة غرناطة، تخليداً لذكرى ضحايا الحرب الأهلية الإسبانية.

تشير عمليات الإعدام في مقبرة سان خوسيه دي غرناطة إلى عمليات القتل التي جرت خلال الحرب الأهلية الإسبانية وديكتاتورية فرانسيسكو فرانكو، في إطار القمع السياسي لنظام فرانكو ووصلت إلى 3969 شخصًا سنوات 1936 - 1956. ورفعت مصادر أخرى عدد القتلى إلى حوالي 5000.

## البداية
بعد نجاح انقلاب غرناطة في 20 يوليو 1936 الذي قاد إلى الحرب الأهلية، بدأت عمليات سحب السجناء والأسرى. فكانت القوات المتمردة ترسل يوميا مايصل إلى 80 من معتقل من سجن المقاطعة إلى المقبرة في الشاحنات، ثم تقوم بإعدامهم. وكان القائد خوسيه فالديز غوزمان الذي أصبح الحاكم المدني الجديد لغرناطة بعد الانقلاب، أحد المسؤولين الرئيسيين عن القمع خلال الأشهر الأولى من الحرب. وأشار المؤرخ البريطاني باول برستون إلى أن حارس المقبرة تأثر عقليًا نتيجة لعمليات الإعدام الجماعية، وأنه قد أدخل مستشفى للأمراض النفسية في 4 أغسطس 1936. وأن هناك أسرة قد هجرت منزلها القريب من المقبرة بعد وصولهم إليها بوقت قصير، لأنهم لم يتمكنوا من تحمل صرخات الموت والصراخ.
أعطى المؤرخ هيو توماس أن من قتل في المقبرة خلال شهر أغسطس 1936 بلغ 582 قتيلا، وعدت أعلى نسبة إعدام جرى خلال شهر واحد.
ومن الشخصيات المعروفة التي جرى إعدامها في المقبرة: معظم أعضاء المجلس البلدي لسنة 1936 وأساتذة الجامعات والمحامين والنقابيين. خلال الأشهر الأولى من الحرب أعدم العمدة الاشتراكي مانويل فرنانديز مونتيسينوس والعمدة الذي سبقه لويس فاجاردو فرنانديز، وكذلك بعض الأساتذة جامعة غرناطة مثل خواكين غارسيا لابيلا (القانون السياسي) رافائيل غارسيا (طب الأطفال) وخيسوس يولدي بييرو (كيمياء) وخوسيه بلانكو روميرو (التاريخ). كما تم إطلاق النار على مدير الجامعة سلفادور فيا هيرنانديز. كما تم إطلاق النار على قاضي البلدية أنطونيو لافوينتي فينويسا على الرغم من كونه شخصًا محافظًا معترفًا به بسبب معارضته للانتفاضة.

## رصد الضحايا
كان العالم الأيرلندي المختص في الدراسات الهسبانية إيان جيبسون من أوائل الذين حققوا بدقة عن عمليات الإعدام، وأعطى في أعماله الأولى رقمًا قدره 2137 قتيل في المقبرة بين 26 يوليو 1936 و 1 أبريل 1939. وفقًا لشهادة الكاتب البريطاني جيرالد برينان في 1949 بأن حفار القبور في مقبرة غرناطة قال له بأن كانت هناك قائمة رسمية بأولئك الذين تم تصويرهم مع حوالي 8000 اسم. لكن جيبسون لا يعتقد أن مثل هذه القائمة موجودة. وقد اختفت سجلات المقبرة لفترة الحرب الأهلية بعد 1966؛ ووفقًا لبعض الشهادات فإنها اتلفت بأمر من رئيس بلدية غرناطة آنذاك خوسيه لويس بيريز. واعتبر عمل جيبسون أفضل دراسة لعمليات الإعدام في مقبرة غرناطة حتى الآن.
في 26 مايو 2010 قدمت جمعية استعادة الذاكرة التاريخية إلى الحكومة الأندلسية الوثائق المتعلقة بجميع أولئك الذين تم تصويرهم حتى يمكن تكريم المكان وإعلانه موقعا تاريخيا. فالتقارير التي جمعت في تلك الوثائق قد أحصيت أن عدد الأشخاص الذين أعدموا على جدران المقبرة في الفترة مابين 1936 و 1956. كان 3,969. وقد كان العدد التقديري قبل تقرير 2010 حوالي 2400 شخص. بعد هذا التاريخ رفع المؤرخ باول برستون رقمه التقديري لقتلى مقبرة غرناطة خلال الحرب الأهلية إلى 5,000 شخص.
وفقا للبيانات التي جمعت من الإجراءات العسكرية ومجالس الحرب والمحفوظات المحلية ومراجعة الحسابات العسكرية في غرناطة والسجلات المدنية، لم يتم تحديد بيانات 594 جثة لأنها تظهر على أنها «أشخاص مجهولين» ويشار إليهم فقط بالجنس والعمر، وفقًا للبيانات التي جمعها المؤرخ رافائيل جيل براسيرو. في الواقع تستخدم سجلات المقبرة عبارات مثل «تفجير سلاح ناري» أو «أمر من المحكمة العسكرية». وأعدم معظهم في فترة الحرب الأهلية بين 1936 و 1939، وإن استمرت عمليات الإعدام بعد الحرب. ويذكر في المعلومات المقدمة بيانات من أعدموا والوصف التاريخي لكيفية حدوث الاعتقالات وكيف كانت عمليات الإعدام، وما حدث لأقارب المنتقمين والإرهاب في غرناطة خلال الحرب الأهلية ومقابر الدفن في المحافظة وقبور الفاكار وفيثنار.